# Kathy Kinney
Kathy Kinney, född 3 november 1954 i Stevens Point, Wisconsin, är en amerikansk komiker och skådespelerska.
Kinney är mest känd för sin roll som Drew Careys ärkefiende Mimi Bobeck i The Drew Carey Show.

## Roller i urval
- 1988 – Scrooged – spökenas hämnd
- 1989 – Stanley & Iris
- 1989–1990 – Newhart (TV-serie) (9 avsnitt)
- 1990 – Imse vimse spindel
- 1992 – Lugn i stormen (TV-serie) (1 avsnitt)
- 1993 – Seinfeld (TV-serie) (1 avsnitt)
- 1993 – En främling i familjen
- 1995 – Huset fullt (TV-serie) (1 avsnitt)
- 1995–2004 – The Drew Carey Show (TV-serie) (233 avsnitt)
- 2001 – Nikki (TV-serie) (1 avsnitt)
- 2007 – My Name Is Earl (TV-serie) (3 avsnitt)
- 2009, 2011 – Pingvinerna från Madagaskar (TV-serie) (röst, 2 avsnitt)
- 2009–2013 – The Secret Life of the American Teenager (TV-serie) (röst, 33 avsnitt)